# Dicoma scoparia
Dicoma scoparia là một loài thực vật có hoa trong họ Cúc. Loài này được Rodr.Oubiña & S.Ortiz mô tả khoa học đầu tiên năm 1995.